# Železná ruda

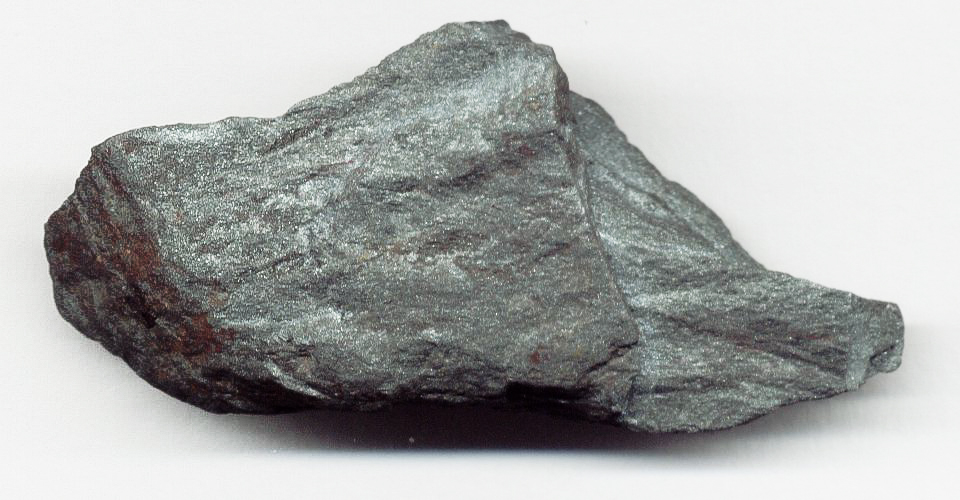
Železná ruda - hematit

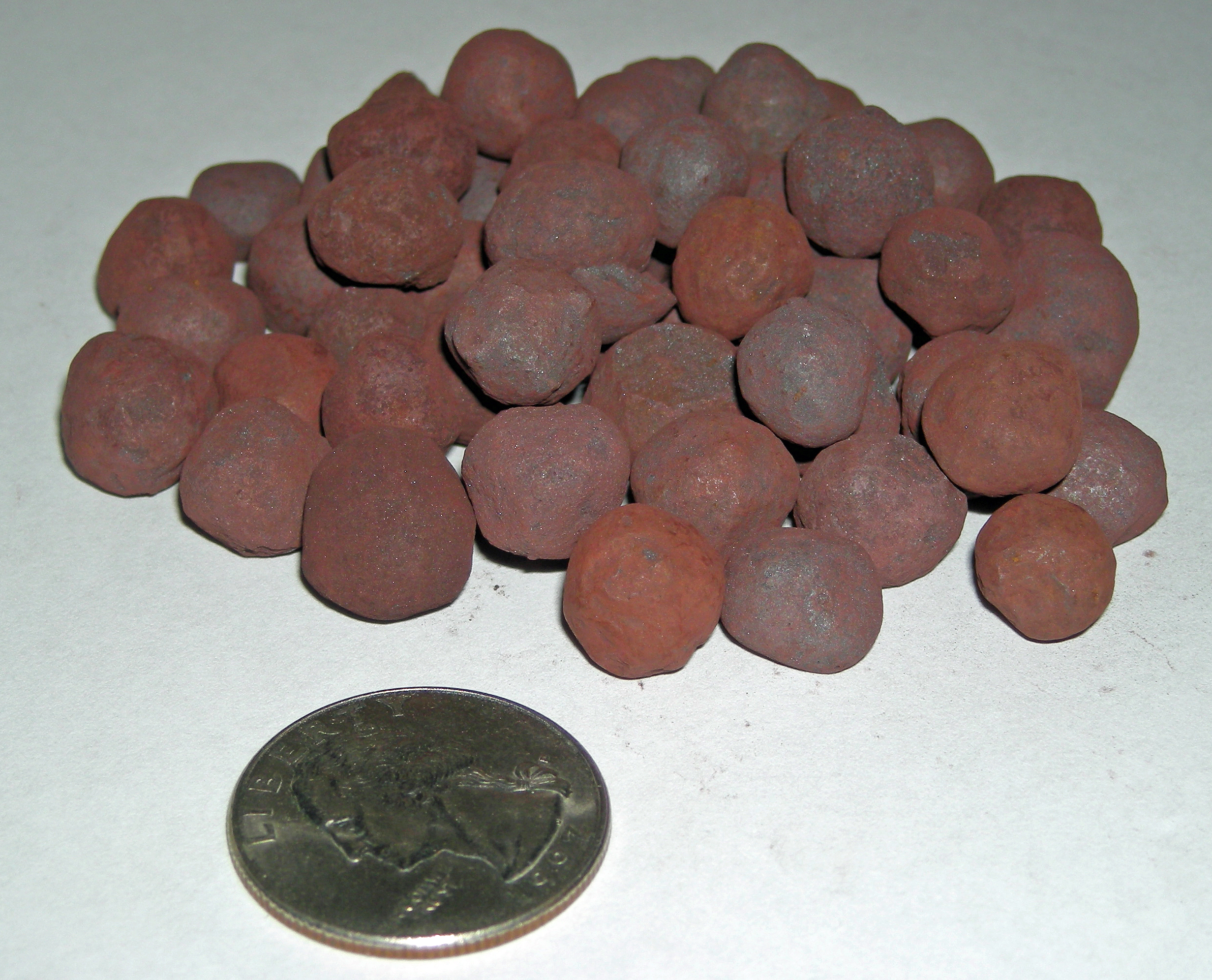
Pelety vyráběné z rudy při jejím zpracovaní a transportu. Vedle čtvrtdolarová mince

Železná ruda je hornina – minerál, který obsahuje železo v takové chemické formě, která umožňuje jeho hospodárné získání hutnickými metodami. Vedle obsahu samotného železa (minimálně 22 %) rozhoduje o použitelnosti chemické složení, které je podmíněno mineralogickou stavbou, jež určuje i její fyzikální stav. Pro posouzení kvality rudy je, vedle obsahu železa, stejně důležitý také obsah oxidu křemičitého, který ovlivňuje index zásaditosti rudy.

## Dobývání

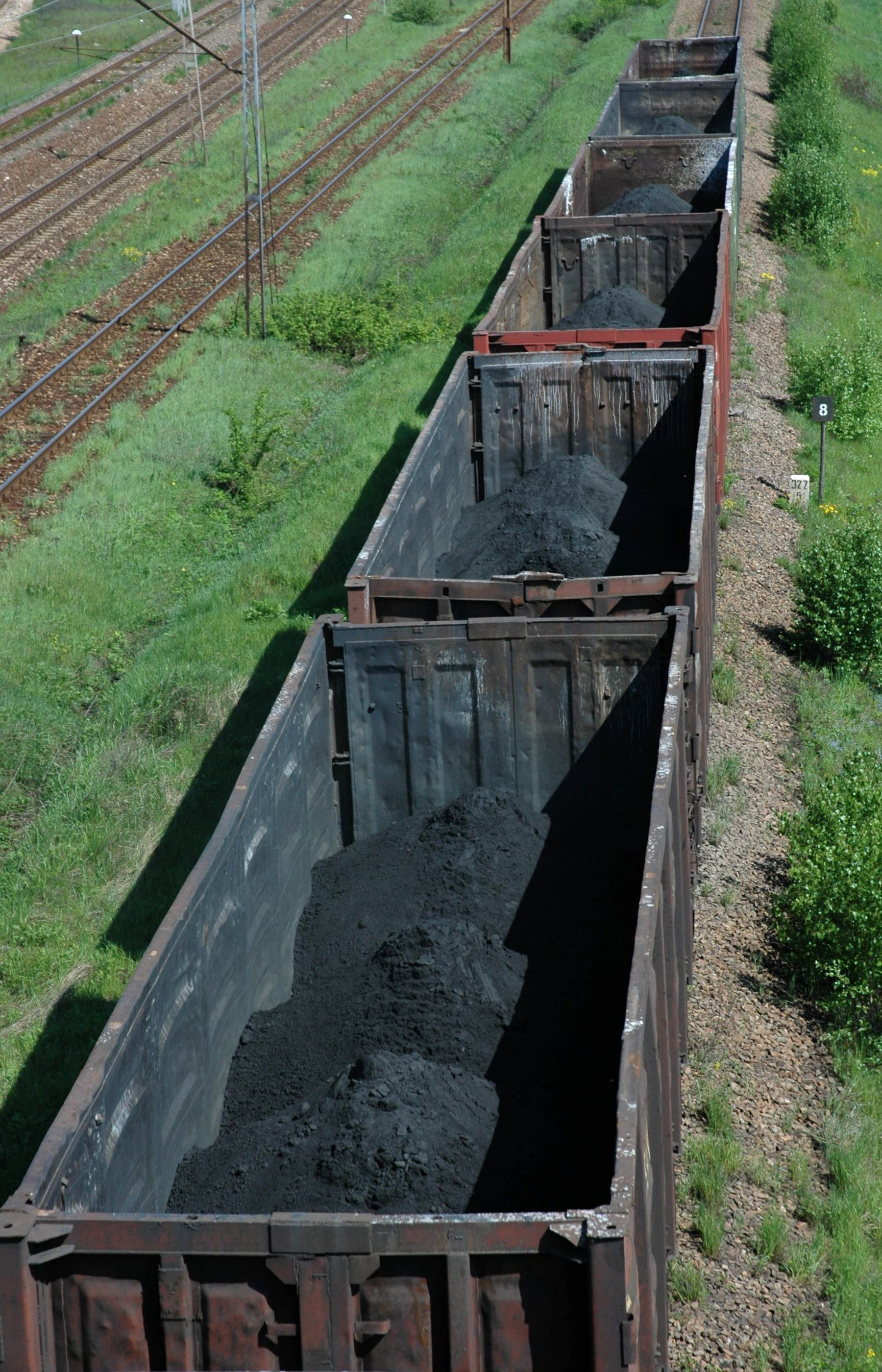
Přeprava železné rudy po železnici (Polsko)

Železné rudy se zpravidla těží hornickým způsobem. Jsou to jednak hlubinné doly nebo mnohem častěji povrchová těžba. Železné rudy jsou vždy doprovázeny dalšími horninami a hlinitými sloučeninami. Úpravárenskými pochody jako drcením v čelisťových a válcových drtičích, praním a flotací se takto vytěžená surová ruda zbavuje hlušiny a dosáhne se vyššího obsahu železa. Takto upravená a obohacená ruda se dopravuje do hutních podniků, kde slouží jako vsázka do vysokých pecí k výrobě surového železa.
Nejvýznamnější naleziště železné rudy jsou v Brazílii, Austrálii a Číně, další potom v Rusku, Indii, Ukrajině a USA (viz tabulka). Největší těžba železné rudy hlubinným způsobem probíhá v současnosti ve Švédsku (státní koncern LKAB).
| Pořadí | Země         | Objem těžby (mil. t) | Pořadí | Země        | Objem těžby (mil. t) |
| ------ | ------------ | -------------------- | ------ | ----------- | -------------------- |
| 1.     | Brazílie     | 196,3                | 11.    | Venezuela   | 19                   |
| 2.     | Austrálie    | 181,2                | 12.    | Kazachstán  | 14,1                 |
| 3.     | Čína         | 109,4                | 13.    | Mexiko      | 11,5                 |
| 4.     | Rusko        | 82,5                 | 14.    | Mauritánie  | 10,3                 |
| 5.     | Indie        | 79,1                 | 15.    | Írán        | 9                    |
| 6.     | Ukrajina     | 54,7                 | 16.    | Chile       | 8                    |
| 7.     | USA          | 46,2                 | 17.    | Turecko     | 5,8                  |
| 8.     | Jižní Afrika | 34,3                 | 18.    | Peru        | 4,8                  |
| 9.     | Kanada       | 30,1                 | 19.    | Egypt       | 2,5                  |
| 10.    | Švédsko      | 19,5                 | 20.    | Nový Zéland | 1,6                  |

## Typy ložisek železných rud

### Sedimentární železné rudy v dolech

#### Prekambrické páskované rudy ve skalách
Největší ložiska železných rud vznikla z hornin takzvaných páskovaných železných formací. Těmto horninám se také běžně říká jaspility nebo železité křemence. Horniny bohaté na SiO2 a železo vznikaly usazováním v mořském prostředí z hydrotermálních roztoků. Vzniku ložisek předcházelo koncentrování snadno rozpustných železnatých iontů v mořské vodě, která se jimi v důsledku absence kyslíku v tehdejší atmosféře postupně nasytila. Později v důsledku změn ve složení atmosféry zapříčiněných zvyšováním koncentrace kyslíku produkovaného zejména sinicemi na počátku proterozoika, byly železnaté ionty oxidovány na méně rozpustné trojmocné ionty, které později sedimentovaly jako proužkovaná hornina bohatá na hematit. Tvorba velkých ložisek železných rud v důsledku těchto nevratných změn postupně přestala. Většina těchto ložisek se nachází v asi 3,8 – 1,8 miliardy let starých (prekambrických) souvrstvích.

#### Ostatní sedimentární a zvětrávací železné rudy

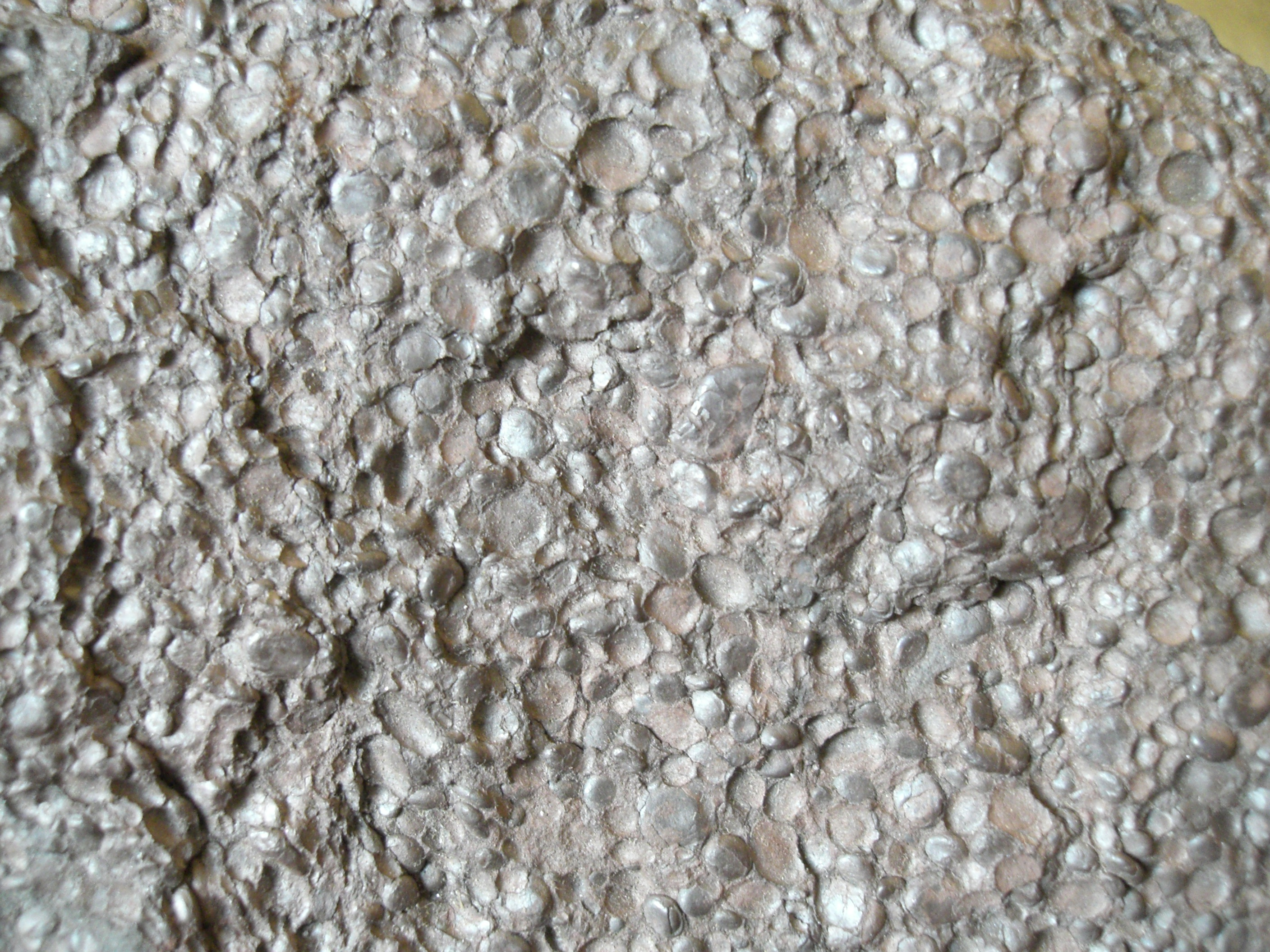
Oolitická železná ruda, vznikající za přispění mikroorganismů ve vodním prostředí

Ostatní typy železných rud představují hlavně fanerozoické oxidické rudy obsahující hlavně hematit, limonit nebo siderit a pelosiderit, případně silikáty jako chamozit a thuringit. Jde sedimenty spojené se vznikem při různých procesech jako jsou Vulkano-exhalační procesy, sedimenty redukčních pánví nebo syndiagenetického původu. Zatím nevyužívaným zdrojem jsou i železno-manganové konktécie dna Tichého a Indického oceánu.
Mezi další lze zařadit pobřežní rýžoviště minerálů železných rud, případně oblasti rozsáhlé zvětrávané v tropických oblastech, kde se v půdě koncentruje lateritový horizont goethitového složení.

### Vulkanosedimentární ložiska (typ Lahn-Dill)
Vznikají v oceánské zemské kůře, asociují s výlevy bazaltů, ryolitů případně jejich tufů. Někdy jsou k nim řazeny i sedimentární ložiska typu Algoma, která jsou obyčejně považována za páskované železné rudy.

### Magmatická ložiska
Magmatické rudy železa jsou většinou spojeny s velkými bazickými (nejčastěji gabrovými) a ultrabazickými (peridotity, karbonatity) vrstvenými intruzemi. Kromě oxidů železa a titanu jako jsou magnetit a ilmenit, obsahují ve větší míře i apatit. Kromě železa mohou sloužit jako zdroje vanadu, titanu, fosforu, zirkonia, ceru, niobu a dalších.

### Kontaktně metasomatická ložiska
Vznikají na kontaktech žulových intruzí a nejčastěji karbonátových hornin jako jsou vápence nebo dolomitu. Typickou horninou těchto ložisek jsou železné skarny. Jde o poměrně rozšířená ložiska.

### Hydrotermální ložiska
Hydrotermální ložiska jsou tvořena akumulací sideritu. Lze je rozdělit na dvě kategorie. Metasomatická ložiska vznikla zatlačením starších karbonátů hydrotermálními roztoky a mají většinou čočkovitého tvaru. Jejich dobrým příkladem je slovenské ložisko u Nižné Slané. Žilnatá ložiska vznikla vysrážením hydrotermálních roztoků v puklinách.

## Druhy železných rud
Podle toho, jakou chemickou sloučeninu železa ruda obsahuje, rozlišují se následující typy rud:

### Sloučeniny železa s kyslíkem
Jsou to následující sloučeniny: oxid železnato-železitý – Fe3O4, oxid železitý – Fe2O3, hydratovaný oxid železitý – Fe2O3·nH2O
Magnetit (magnetovec)
Má své jméno od své magnetičnosti. Ta umožňuje snadné rozdružování při jeho úpravě. Sestává převážně z Fe3O4. Magnetit krystalizuje v krychlové soustavě. Častým průvodním minerálem bývá křemen. Patří do rud bohatých železem. Obsah železa 40–72 %. V Evropě se vyskytuje ve Švédsku a na Urale, v Česku například na ložisku Měděnec.
Hematit (krevel)
Hematitové rudy obsahují obyčejně hojnost hlušin a jejich kovnatost klesá na 30 % a méně. Železo se v hematitu vyskytuje ve formě Fe2O3. Vyskytuje se v mnoha odrůdách. Obyčejný hematit je barvy hnědočervené, zemitý až sypký. Velká ložiska hematitu jsou v Ruské federaci, v USA, Brazílii a v Itálii. V České republice v Ejpovicích, Krušných horách a v Jeseníkách.
Limonit (hnědel)
Železná ruda hnědé barvy a obsahují značné množství krystalové vody, vyskytující se kompaktní i sypké formě. Obsah železa v limonitu je 59,8 %, obsah krystalové vody 14,43 %. Bývají často znečištěny sulfidy a limonit z Ruské federace z Uralu také arsenem a fosforem.
Hnědel je nejrozšířenější železná ruda.

### Sloučeniny uhličitanové
Zde je železo vázáno jako uhličitan železnatý FeCO3.
Siderit (ocelek)
Je nejdůležitější z uhličitanů. Na vzduchu ve styku s vodou se okysličuje a mění se v hnědel. Jako izomorfní příměsi obsahuje často uhličitan manganatý a hořečnatý. Pražením se z ocelku vypuzuje CO2, čímž se ruda obohatí železem.

### Křemičitany
Chamosit
Je nejdůležitější z křemičitanů. Přibližný chemický vzorec je 4FeO.Al2O3.3SiO2.4H2O. Obsah FeO v tomto křemičitanu je 34 až 42 %. V Česku se nachází chamosit u Nučic a je znám jako ruda nučická.

### Sulfidy
Pyrit (kyz železný)